# Pont de La Roche-Guyon

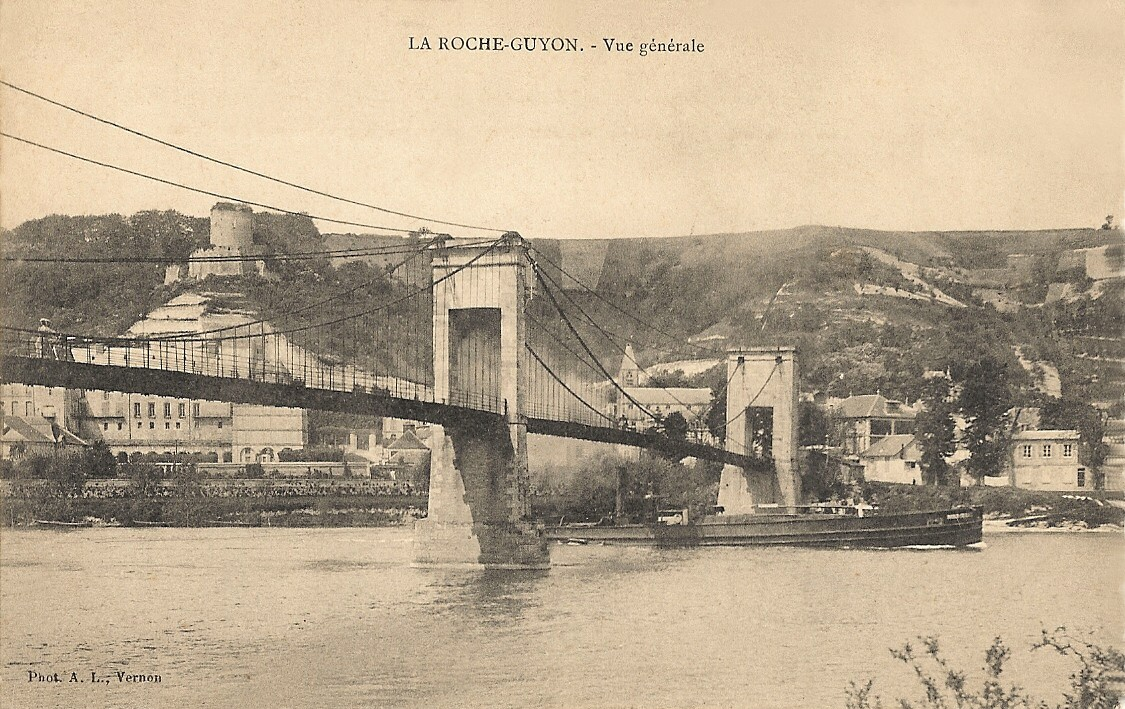
Le pont suspendu, 1838-1914.

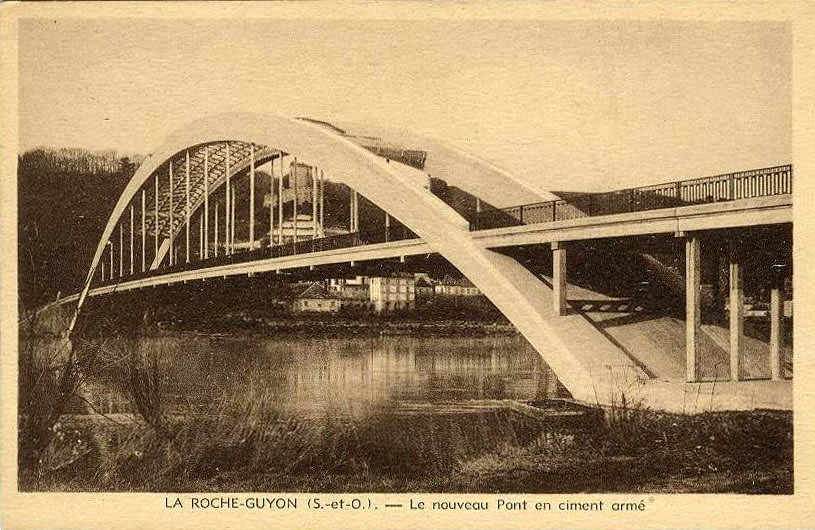
Le second pont en béton armé, 1934-1940.

Les ponts de La Roche-Guyon sont deux anciens ponts routiers qui se sont succédé dans le temps entre 1838 et 1940 et qui franchissaient la Seine, large à cet endroit de 170 mètres, entre La Roche-Guyon (Val-d'Oise) et Moisson (Yvelines).
Le premier pont, suspendu et à tablier en bois, est démonté en 1914. Le second, en béton armé, est mis en service pendant six ans, puis détruit en 1940 par l'armée française.

## Historique

### Le premier pont
Le premier pont, suspendu et à tablier en bois, est construit en 1840. Il est utilisé jusqu'en 1914, puis démonté en vue de sa reconstruction.

### Période intermédiaire
De 1914 à 1934, un bac, relié à une poulie glissant sur un câble, permet aux voitures de traverser le fleuve. Les piétons, quant à eux, le traversent en barque.

### Le second pont
Grâce à la ténacité des maires de l'époque, Louis Guy puis le docteur Marcel Petitclerc à partir de 1929, le second pont est mis en chantier en octobre 1932 et inauguré le 7 juillet 1935. La déclaration d'utilité publique est adoptée le 30 octobre 1931.
Le projet choisi est celui présenté par la société Boussiron, spécialiste des ouvrages en béton armé.
Il s'agit d'un pont à arche unique, le plus long d'Europe à sa construction. L'ouvrage à tablier suspendu est supporté par deux arcs de 160 m de portée (record de longueur pour ce type de pont à l'époque) et de 21,50 m de flèche.
La chaussée, de 5,2 m de large, est bordée de deux trottoirs de 1,4 m. La hauteur libre au-dessus du fleuve était de 6 m au minimum.
Ouvert à la circulation en 1934, il est détruit en 1940, comme la plupart des ponts sur la Seine. Pendant la bataille de France, le génie militaire français reçoit l'ordre de freiner l'avance de l'armée allemande et dynamite l'ouvrage à l'aide de 400 kg de cheddite le 9 juin 1940, causant d'importants dégâts au village. Or la population n'a pas été prévenue ; 1 400 carreaux sont brisés au château et 800 à l'hôpital ; tous les vitraux de l'église sont détruits et les maisons sont pour beaucoup rendues inhabitables.
Le pont n'a jamais été remplacé depuis ; il se situait à environ 300 m en aval du premier pont, l'accès se faisant à l'ouest du jardin potager du château.